# Rapsodia gaucha
Rapsodia gaucha es una película argentina en blanco y negro de 1932, dirigida por José Agustín Ferreyra sobre su propio guion, protagonizada por Ignacio Corsini, Irma Córdoba y Miguel Gómez Bao. 

## Producción
Ferreyra había dirigido el año anterior el filme Muñequitas porteñas para la cual, la Sociedad Impresora de Discos Electrofónicos (SIDE) de Alfredo Murúa había desarrollado un sistema para dotar de sonido al primigenio cine argentino similar al Vitaphone de discos sincronizados que con éxito se empleaba en Estados Unidos desde mediados de la década del 20, y que tuvo en Al Jonson y El cantor de jazz una referencia convertida en clásico. 
Para Rapsodia gaucha intentó que fuera la primera película con el sonido grabado en la cinta, pero el experimento no funcionó y los diálogos no se entendían, por lo cual el filme nunca fue estrenado. Su siguiente filme Calles de Buenos Aires no tuvo inconvenientes con el sonido.
La película tenía como uno de los protagonistas a Ignacio Corsini, un popular cantor que ya había actuado en tres películas pero sin sonido. Otro protagonista era Miguel Gómez Bao, nacido en España y radicado desde niño en Argentina, actor de teatro que había trabajado en el filme sin sonido Corazón ante la ley dirigido por Nelo Cosimi; por su parte Irma Córdoba, por entonces de 19 años, hacía su debut en el cine.

## Elenco
- Ignacio Corsini
- Irma Córdoba
- Miguel Gómez Bao